# Champ volcanique du lac Garibaldi
Pour les articles homonymes, voir Garibaldi (homonymie).
Le champ volcanique du lac Garibaldi, en anglais : Garibaldi Lake Volcanic field, est un champ volcanique de Colombie-Britannique, au Canada, composé de huit volcans formés il y a quelques centaines de milliers d'années et ayant connu leur dernière éruption au début de l'Holocène. Il tire son nom du lac Garibaldi. Le mont Garibaldi, un autre volcan situé juste au sud, ne fait pas partie du champ volcanique.

## Liste des volcans

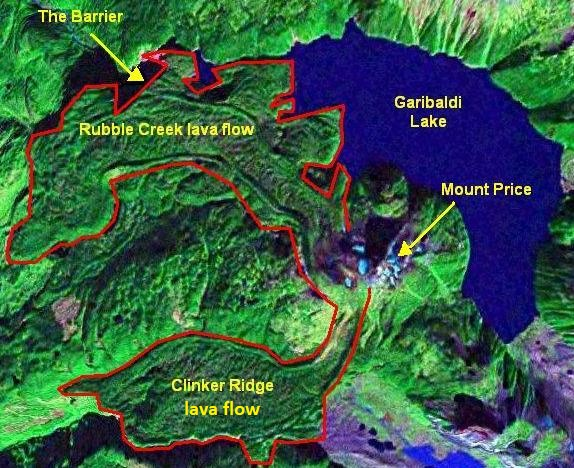
Image satellite légendée du lac Garibaldi, du mont Price et de deux des coulées de lave associées au pic Clinker (non légendé, situé juste à l'ouest du mont Price).

| Nom            | Type            | Altitude | Coordonnées                   | Dernière éruption | Image           |
| -------------- | --------------- | -------- | ----------------------------- | ----------------- | --------------- |
| Black Tusk     | stratovolcan    | 2 319 m  | 49° 58′ 31″ N, 123° 02′ 34″ O | Pléistocène       | Black Tusk      |
| Mont Brew      | cratère         | 1 757 m  | 50° 02′ 37″ N, 123° 11′ 19″ O | Pléistocène       | Image manquante |
| Cône Cinder    | cône volcanique | 1 845 m  | 49° 58′ 17″ N, 123° 00′ 25″ O |                   | Cône Cinder     |
| Pic Clinker    | stratovolcan    | 1 980 m  | 49° 54′ 53″ N, 123° 02′ 39″ O |                   | Image manquante |
| Mont Price     | stratovolcan    | 2 052 m  | 49° 55′ 04″ N, 123° 02′ 08″ O | 9 000 ans         | Mont Price      |
| Price Bay      | cône volcanique |          |                               |                   | Image manquante |
| Mont Red       | stratovolcan    |          |                               |                   | Image manquante |
| Sphynx Moraine | cratère         | 1 525 m  | 49° 56′ N, 123° 51′ O         |                   | Image manquante |
| La Table       | tuya            | 2 021 m  | 49° 53′ 43″ N, 123° 00′ 47″ O | Pléistocène       | La Table        |

## Géographie

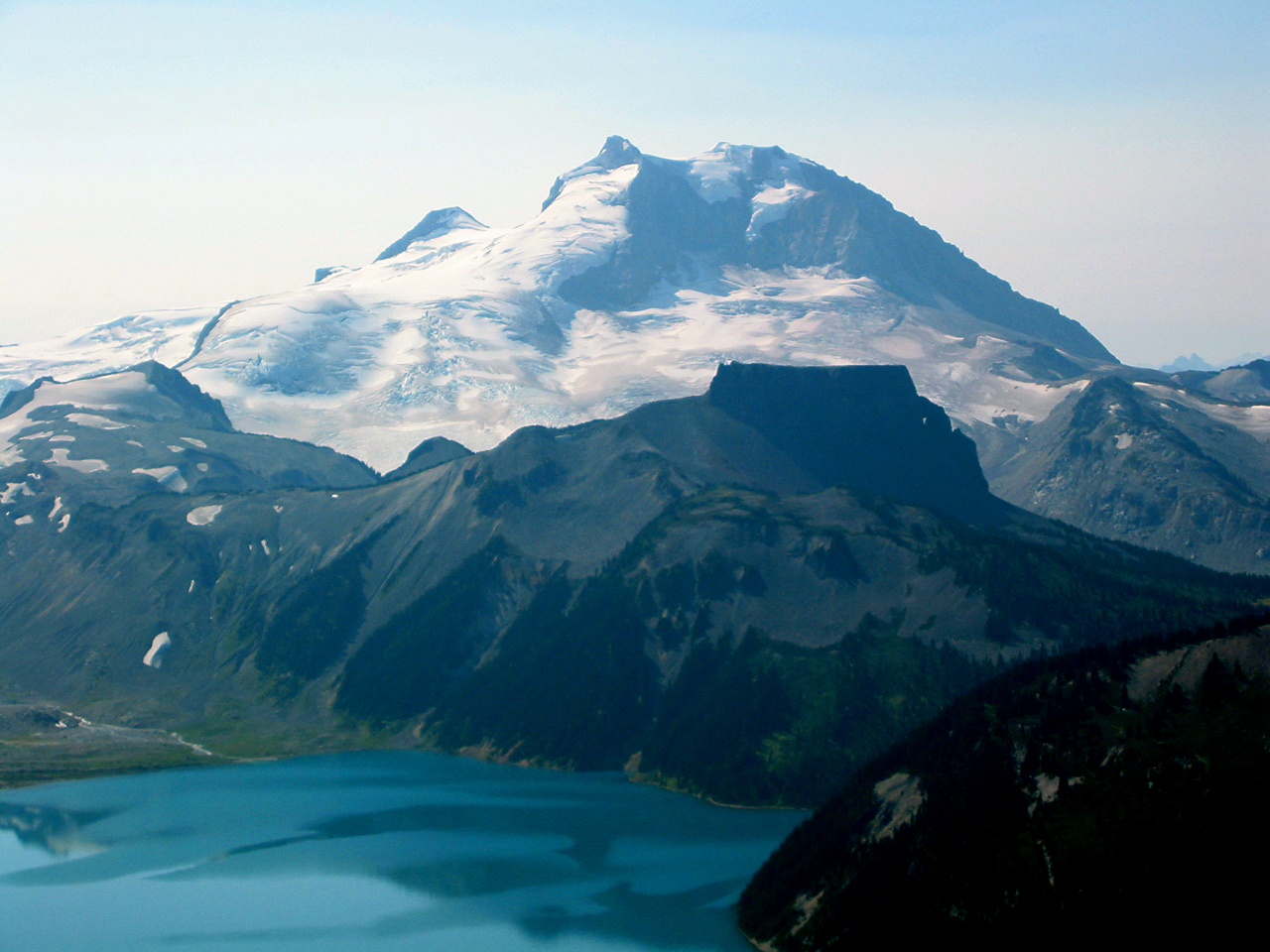
La face nord du mont Garibaldi dominant la Table et le lac Garibaldi.

Le champ volcanique du lac Garibaldi est situé au Canada, dans le Sud-Ouest de la Colombie-Britannique, au nord de Vancouver. Il s'insère dans les chaînons Garibaldi, un massif de montagnes des chaînes côtières du Pacifique. Administrativement, il fait partie du district régional de Squamish-Lillooet et il est inclus dans le parc provincial Garibaldi à l'exception du mont Brew. Le lac Garibaldi qui lui a donné son nom se trouve en son centre et le mont Garibaldi juste au sud.
Ce champ volcanique est composé de quatre stratovolcans (le Black Tusk, le pic Clinker, le mont Price et le mont Red), de deux cônes de cendre (le cône Cinder et le Price Bay), d'un tuya (La Table) et de deux cratères (le mont Brew et le Sphinx Moraine), soit neuf structures volcaniques au total. L'ensemble de ces structures sont andésitiques et andésite basaltiques.
Le mont Price et le pic Clinker sont deux stratovolcans situés sur la rive Sud du lac Garibaldi et au nord du mont Garibaldi. Très proches l'un de l'autre, ils sont à l'origine de coulées de lave dont la Clinker Ridge et celle de Rubble Creek. Cette dernière est à l'origine de la formation du lac Garibaldi en se comportant comme un barrage naturel. Au sud-est de ces deux structures se trouve La Table, une montagne aux flancs abrupts et au sommet plat appelée tuya et correspondant à un ancien volcan sous-glaciaire désormais dégagé des glaces.
De l'autre côte du lac Garibaldi, sur la rive Nord se trouvent le cône Cinder, un cône volcanique, et le Black Tusk, un volcan éteint largement affecté par l'érosion qui a dégagé ses formations rocheuses internes.
Au nord-est de ces structures volcaniques, de l'autre côté de la vallée de la Squamish se trouve le mont Brew, un cratère volcanique.

## Histoire
Le volcanisme au champ volcanique du lac Garibaldi a débuté avec la formation du Black Tusk au Pléistocène, il y a entre 1,3 et 1,1 million d'années. Dans le même temps, il y a 1,1 million d'années, le cône Cinder produit une coulée de lave de neuf kilomètres de longueur. À la fin de la période glaciaire de l'Illinoien, la déglaciation dans la région est accompagné d'une phase éruptive qui construit le sommet actuel du Black Tusk. Dans la même période, d'autres bouches éruptives s'ouvrent dans le secteur de la Squamish, dont le mont Brew.
Le mont Price et le pic Clinker apparaissent en trois phases éruptives, la première il y a 1,1 million d'années et la dernière au début de l'Holocène, cette dernière étant marquée par la formation des coulées de lave de Rubble Creek et de Clinker Ridge. Dans leur progression, ces masses de lave butent contre les glaciers qui recouvrent encore partiellement la région dans le cadre de la déglaciation wisconsinienne. Elles s'accumulent alors en certains endroits au point de barrer certains vallées et de former des barrages naturels, contribuant ainsi à la formation du lac Garibaldi. Dans le même contexte de déglaciation se forme au début de l'Holocène le tuya de La Table.